# 이아롬
이아롬 (1984년 1월 17일 ~ )은 대한민국의 KBS 창원방송총국의 전 아나운서이다.

## 학력
- 홍익대학교 미술학부
- 맥마스터 대학교 노동학

## 경력
- 2008년 : KBS 제34기 공채 영남권 아나운서

## 출연 프로그램

### 과거
- KBS 창원2TV - KBS 뉴스타임 경남 (2009년 10월 25일 ~ 2010년 12월 31일)
- KBS 창원1TV - 세상읽기 메아리 (2008년 6월 3일 ~ 2009년 10월 13일)
- KBS 창원1TV - TV문화공감 (2008년 6월 ~ 2008년 11월 16일)
- KBS 창원1TV - 네트워크 참TV (2008년 11월 23일 ~ 2012년 10월 7일)
- KBS 창원2TV - 열려라 동요세상 (2010년 6월 25일 ~ 2012년 9월 28일)
- KBS 창원 제1라디오 - 생방송 경남 1부 (시사교양, 월~금 8:30~8:57)
- KBS 창원 1TV - KBS 뉴스광장 경남 (2008년 6월 2일 ~ 2009년 10월 23일 / 2015년 6월 1일 ~ 2016년 1월 22일)
- KBS 창원1TV - KBS 뉴스 930 경남 (2014년 1월 2일 ~ 2015년 5월 29일 / 2016년 1월 25일 ~ 2017년 3월 17일 / 2018년 2월 7일 ~ 2018년 3월 30일)
- KBS 창원 1FM - 이아롬의 FM광장 (2008년 6월 2일 ~ 2009년 10월 23일 / 2012년 11월 5일 ~ 12월 7일 / 2014년 1월 2일 ~ 2015년 5월 29일 / 2016년 1월 25일 ~ 2017년 3월 17일 / 2018년 1월 24일 ~ 2018년 3월 30일)
- KBS 창원 제1라디오 - 9시 뉴스(월~금 9:05~9:10/토~일 9:00~9:05)
- KBS 창원 제2라디오 - 4시 뉴스(보도, 월-금,16:00~16:05)
- KBS 창원1TV - KBS 뉴스 9 경남 (2011년 1월 3일 ~ 2012년 10월 26일 / 2018년 4월 2일 ~ 2019년 9월 27일)
- KBS 창원 제1라디오 - 이아롬의 시사경남(월~금 17:10~17:58) (2018년 9월 10일 ~ 2019년 10월 17일)
- KBS 창원1TV - 7시 오늘 경남 (2019년 11월 7일 ~ 2020년 1월 30일)
- KBS 창원1TV - 감시자들 (2016년 1월 26일 ~ 2017년 3월 16일 / 2018년 4월 2일 ~ 2020년 6월 30일)
- KBS 창원1TV - KBS 뉴스 7 경남 (2020년 2월 3일 ~ 2021년 6월 3일)